# Callicebus
Callicebus, coneguts amb el nom vulgar de titís, són un gènere de primats platirrins originaris de Sud-amèrica, on viuen a Colòmbia, el Brasil, el Perú, Bolívia i el nord del Paraguai. El cos mesura 23–46 cm, amb una cua més llarga que mesura 26–56 cm. Les espècies d'aquest gènere són de colors molt variats, però també presenten moltes semblances físiques. Tenen el pelatge llarg i suau, de color vermellós, marró, gris o negrenc. Algunes espècies tenen el front negrenc o blanc, mentre que el clade torquatus presenta una banda blanca al coll. La cua sempre és peluda i no és prènsil.

## Taxonomia
Família Pitheciidae
- Subfamília Callicebinae
  - Gènere Callicebus
    - C. barbarabrownae
    - C. coimbrai
    - C. melanochir
    - C. nigrifrons
    - C. personatus